# Кусковский тупик
Куско́вский тупик — проезд в районе Перово Восточного административного округа города Москвы.

## Расположение
Кусковский тупик расположен в пределах территории района Перово. К тупику примыкают две улицы: улица Аносова и Кусковская улица. Берёт начало от пересечения с Кусковской улицей (в непосредственной близости к конечной автобусной станции «Станция Перово») и заканчивается у соединения железнодорожных дополнительных путей Рязанского направления с путями главного хода Горьковского направления МЖД (территория железнодорожной станции «Кусково»). Кусковский тупик разделяется на два участка железнодорожными путями соединительной ветви, имеет форму заглавной латинской буквы L.

## Название
Тупик получил название 26 августа 1960 года по старинному селу Кусково, располагавшемуся в этом районе (до наших дней сохранилась усадьба Кусково). Само село получило название от личного имени Кусок или Кусков. Аналогичным образом получил название ряд соседних улиц (например, Кусковская улица).

## Здания и сооружения
В Кусковском тупике расположены в большинстве административные и технические здания.
По нечётной стороне:
- Дом 1 — Московская дирекция по ремонту пути;

По чётной стороне:
До переезда расположена автобусная станция «Станция Перово», территориально относящаяся к Кусковской улице, но выходящая восточной стороной на Кусковский тупик.
- Дом 2 — Дирекция по ремонту пути МЖД;